# Muslimská liga

Vlajky Muslimské ligy

Muslimská liga, původně Celoindická muslimská liga, byla politická strana v Britské Indii, která byla založena v Dháce roku 1906 a která se zásadním způsobem zasloužila o vznik Pákistánu coby muslimského státu Indického subkontinentu. Po vzniku Indie a Pákistánu Muslimská liga dále působila jako menší strana, především pak v Kérale na jihozápadě Indie. Muslimská liga sestavila první pákistánskou vládu, avšak v průběhu dalších let se rozpadla, vzniklo z ní však několik frakcí, které působí dodnes v Pákistánu i Indii.
Strana byl oživena v roce 1974 v Bangladéši, v roce 1979 získala v tamějších parlamentních volbách čtrnáct křesel.

## Pozadí vzniku
Islám zakotvil v oblastech severní Indie během 8. a 14. století. Od počátku 16. století Indii ovládala Mughalská říše, avšak v polovině devatenáctého století byla nadvláda Mughalů zlomena Brity a mughalské území pohltila Britská Indie. Muslimové v rámci Britské Indie tvořili menšinu (většina obyvatel byli hinduisté) a soustředili se především v severozápadních oblastech, jmenovitě v Balúčistánu, Východním Bengálsku, Kašmíru, Severozápadní pohraniční provincii, Paňdžábu a Sindhu.
Když v roce 1885 vznikl Indický národní kongres, společně s ním se začalo vzmáhat i indické nacionální hnutí. Indický národní kongres byl však záležitostí především hinduistů a muslimové se jej většinou drželi stranou. V roce 1900 v oblasti dnešního Uttarpradéše britská vláda povolila požadavky Hindů a ustanovila oficiálním jazykem hindštinu psanou v dévanágarí. To jen popudilo muslimy, kteří se nadále obávali, že v případě nezávislosti Indie budou hinduisté potlačovat jejich náboženství a kulturu.

## Počátky Muslimské ligy
Zakládající schůze Muslimské ligy se konala 30. prosince 1906 v Dháce. Účastnilo se jí více než 3000 delegátů. Za hlavní sídlo nově vzniklé Muslimské ligy bylo ustanoveno Lakhnaú v Uttarpradéši. Historicky prvním prezidentem se pak stal Ágha Chán III. Organizace byla založena pod názvem Celoindická muslimská liga, avšak nedlouho na to se pro ni ujal kratší název Muslimská liga. V této fázi si Muslimská liga vytyčila tři hlavní cíle, a to chránit práva indických muslimů, podporovat loajální postoje k britské nadvládě a snažit se předcházet nepřátelským náladám indických muslimů vůči jiným komunitám.
Někteří muslimové jako Muhammad Alí Džinnáh však do Muslimské ligy nevstoupili, a to kvůli jednomu z jejich cílů, kterým byla podpora loajálních postojů k britské vládě. Sám Džinnáh, „otec a zakladatel“ Islámské republiky Pákistán, do Muslimské ligy vstoupil v roce 1913 a jejím předsedou se stal v roce 1916. Ještě tentýž rok Muslimská liga v čele s Džinnáhem podepsala s Indickým národním kongresem smlouvu zvanou Lakhnaúský pakt, který měl mimo jiné zajistit zvláštní práva muslimským voličům. Vzhledem k odlišnému směřování obou předních indických stran však smlouva neměla dlouhého trvání.

## Další vývoj

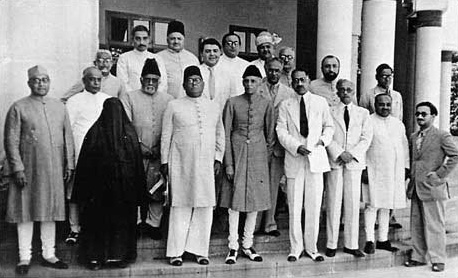
Členové Muslimské ligy v roce 1940 na konferenci v Láhauru

Po neúspěšném pokusu navázat muslimsko-hinduistické spojenectví Džinnáh strávil většinu dvacátých let 20. století v Anglii a prozatímním vůdcem Muslimské ligy se stal pákistánský básník a filosof Muhammad Iqbal. Ikbál v roce 1930 jako jeden z prvních vyslovil myšlenku samostatného muslimského státu v rámci Indie. Mezi indickými muslimy se mezitím začaly šířit myšlenky teorie dvou národů, podle které jsou muslimové a hinduisté dva odlišné národy a tudíž neměly by žít pohromadě v jedné zemi. Řešení, jaké nabízela teorie dvou národů, bylo odmítnuto ze strany vedení Indického národního kongresu, které preferovalo sjednocený, světský a demokratický základ Indie. Muslimská liga si však stále stála za svým a propagovala jasný cíl: založení samostatného muslimského státu.
V roce 1940 za účasti Džinnáha konala v Láhauru konference Muslimské ligy. Na této konferenci bylo vzneseno rozhodnutí vytvoření samostatného muslimského státu s názvem Pákistán, který by zahrnoval Sindh, Paňdžáb, Severozápadní pohraniční provincii a Bengálsko. Tzv. Láhaurská rezoluce, která se stala základem státních principů a ústavy při vzniku Pákistánu, byla přijata 23. března 1940. V roce 1944, když Džinnáh vedl v Bombaji s Mahátmou Gándhím neúspěšné vyjednávání, selhaly poslední pokusy o řešení, jehož výsledkem by byl jednotný indický stát s muslimy i hinduisty.

## Rozdělení Indie
V roce 1947 došlo k rozpadu Britské Indie na Západní a Východní Pákistán a Indii. Do čela Pákistánu byl zvolen coby první generální guvernér Muhammad Alí Džinnáh. Ještě téhož roku se Muslimská liga rozdělila na pákistánskou a indickou část. V současné době existuje několik odnoží Muslimské ligy jako je Pákistánská muslimská liga (Q) či Pákistánská muslimská liga (N).